# Mitsuko Shirai
Mitsuko Shirai (白井 光子, Shirai Mitsuko) née dans la préfecture de Nagano en 1952 est une chanteuse japonaise, soprano et mezzo-soprano, spécialisée dans le répertoire du Lied.

## Biographie
Mitsuko Shirai étudie le chant jusqu'en 1972, à l'Académie de musique Musashino de Tokyo (Musashino Academia Musicae). Puis elle s'installe en Allemagne pour étudier à l'Université de Musique et des Arts de Stuttgart. Elle y rencontre le pianiste Hartmut Höll, avec qui elle organise dès 1973, des soirées dévolues au chant, en Europe, en Scandinavie, en Israël, en Afrique, au Japon, en Amérique du Sud, en Russie, aux États-Unis et au Canada. En duo, ils ont vite acquis un nom et ont enregistré nombre de disques consacrés au répertoire du Lied. Mais Shirai chante aussi le Lied avec orchestre, notamment avec le Berliner Philharmoniker, le Nouvel orchestre philharmonique du Japon, l'orchestre symphonique d'Atlanta, l'Orchestre philharmonique de Paris et le Wiener Symphoniker. Elle chante également l'opéra : son premier rôle en 1987 à Francfort, était Despina dans Così fan tutte.
Depuis 1992, elle est professeure et depuis 1994 dirige conjointement avec H. Höll la classe pour le lied à la Hochschule für Musik de Karlsruhe.

## Récompenses
Mitsuko Shirai a participé a de nombreux concours de chant et, entre autres, gagné ou reçu les prix suivants :
- 1982 : Prix Robert-Schumann[4].
- 1996 : elle remporte le Grand Prix de musique Idemitsu[5].
- 1997 : elle remporte l'ABC International Music Award[5].
- 2008 : elle reçoit, pour ses services au Lied allemand, la Médaille du Mérite sur ruban violet de l'empereur japonais, un honneur qui est très rarement décerné aux musiciens[5].
- 2010 : elle reçoit l'Ordre du Mérite de la République fédérale d'Allemagne, en reconnaissance de ses services artistiques et éducatifs, par le président de la fédération[6].

## Source de la traduction
- (de) Cet article est partiellement ou en totalité issu de l’article de Wikipédia en allemand intitulé « Mitsuko Shirai » (voir la liste des auteurs).